# Задуха (фільм)
«Задуха» (англ. Choke) — фільм 2008 року режисера Кларка Грегга, чорна комедія. Фільм знято за однойменним романом американського письменника Чака Поланіка. Головні ролі зіграли Сем Роквелл і Анжеліка Г'юстон. Знімання відбулося у 2007 році в Нью-Джерсі. Прем'єра фільму відбулася на кінофестивалі в Санденсі 2008 року, де його придбали Fox Searchlight Pictures для дистрибуції. Фільм вийшов 26 вересня 2008 року, а на DVD — 17 лютого 2009 року.

## Сюжет
Віктор Манчіні покинув медичну школу, оскільки розробив геніальну аферу, щоб сплатити лікарняні рахунки своєї матері, яка має хворобу Альцгеймера. Він під час обіду у дорогих ресторанах симулював задуху шматочком їжі. Потім він дозволяє "врятувати" себе покровителям, які, через відповідальність за життя Віктора, відправляють йому чеки для його утримання. Коли в нього не виходить цей трюк, Віктор ходить у пошуках сексуальних пригод, для відновлення своєї майстерності також відвідує свою згасаючу матір і проводить дні, працюючи в тематичному парку колоніального періоду.

## У ролях
- Сем Роквелл — Віктор Манчіні
  - Джона Бобо — Віктор у дитинстві
- Анжеліка Г'юстон — Іда Манчіні
- Келлі Макдональд — Пейдж Маршалл
- Пас-де-ла-Уерта — Ніко
- Ґілліан Джейкобс — Черрі Дайкірі
- Кларк Грегг — Lord High Charlie
- Джоел Грей — Філ
- Чак Поланік — камео